# Castle Romeo

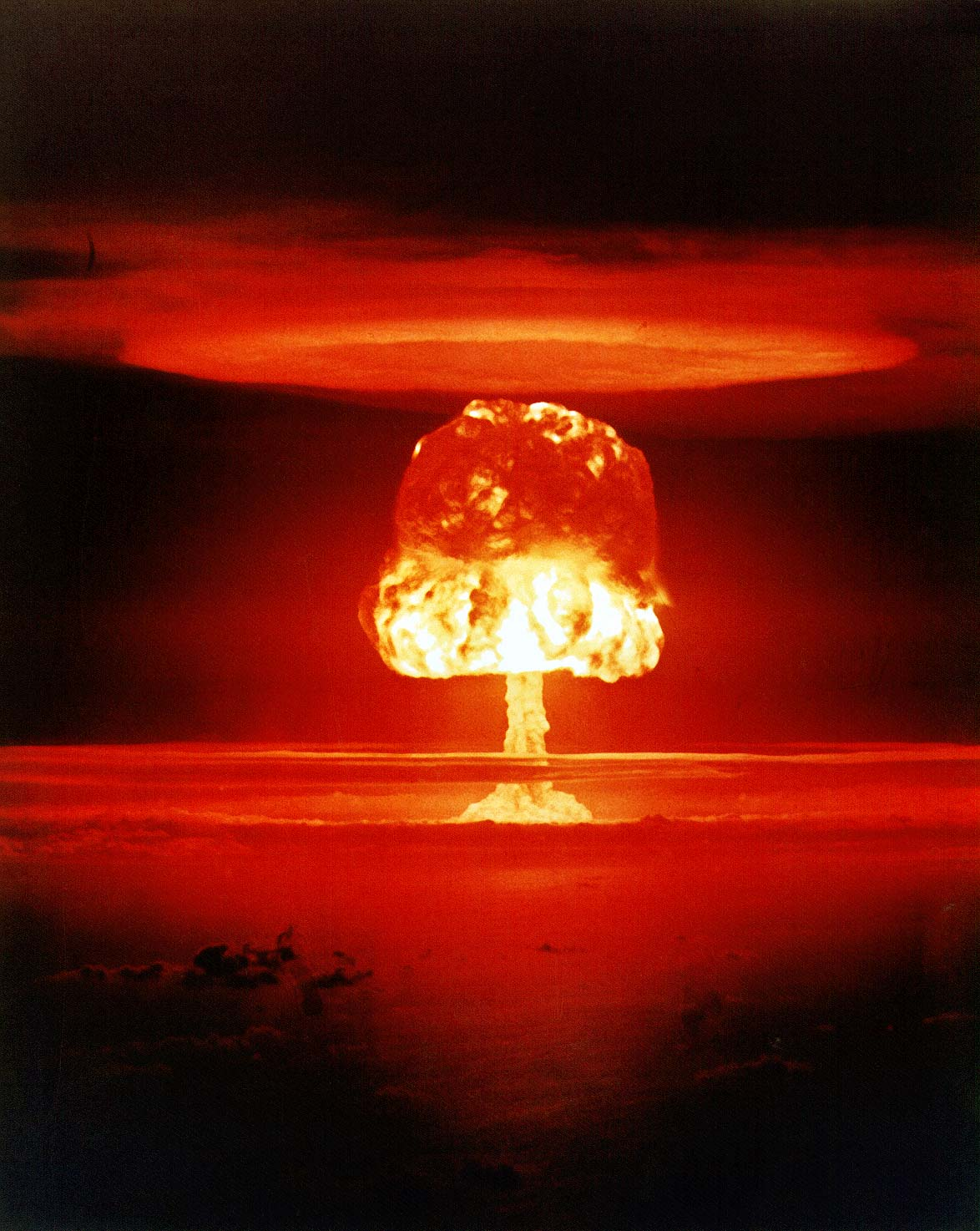
Grzyb atomowy powstały w wyniku eksplozji

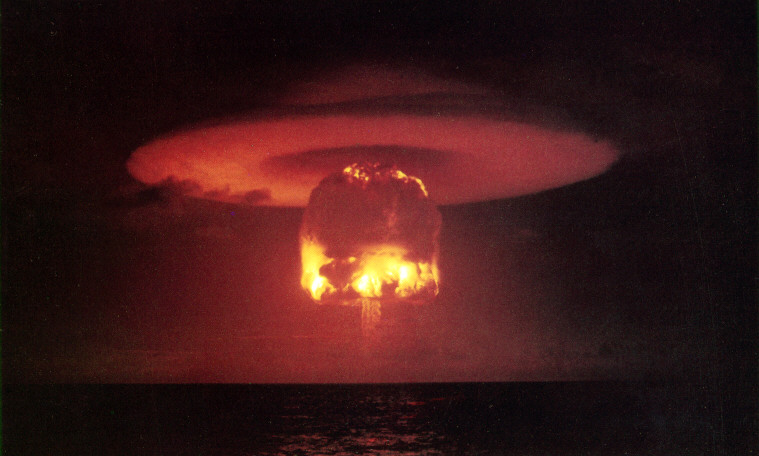
Grzyb atomowy z innego ujęcia

Castle Romeo – nazwa kodowa (kryptonim) nadana próbnej eksplozji termojądrowej przeprowadzonej 27 marca 1954 roku na atolu Bikini należącym do Stanów Zjednoczonych. Była to druga eksplozja przeprowadzona w ramach Operacji „Castle”.